# Royal Air Force Museum
Royal Air Force Museum je muzeum Royal Air Force Spojeného království. Hlavní expozice se nachází na letišti Hendon v severním Londýně, čtvrti Barnet. Pobočka je v Cosfordu, Shropshire.
V pěti velkých budovách je vystaveno na 100 letadel, artefaktů, fotografií a podobně.
Kromě britských letadel jsou zde stroje z USA, Německa, Francie a Japonska.

## Členění
Muzeum má pět výstavních pavilonů:
- Milníky letectví (anglicky Milestones of Flight)
- Pavilon bombardérů (anglicky The Bomber Hall)
- Historický hangár (anglicky Historic Hangars)
- Pavilon bitvy o Británii (anglicky The Battle of Britain Hall)
- Pavilon anglického pionýra letectví Claude Grahame-White (1879 – 1959) (anglicky The Grahame-White Factory)

## Galerie

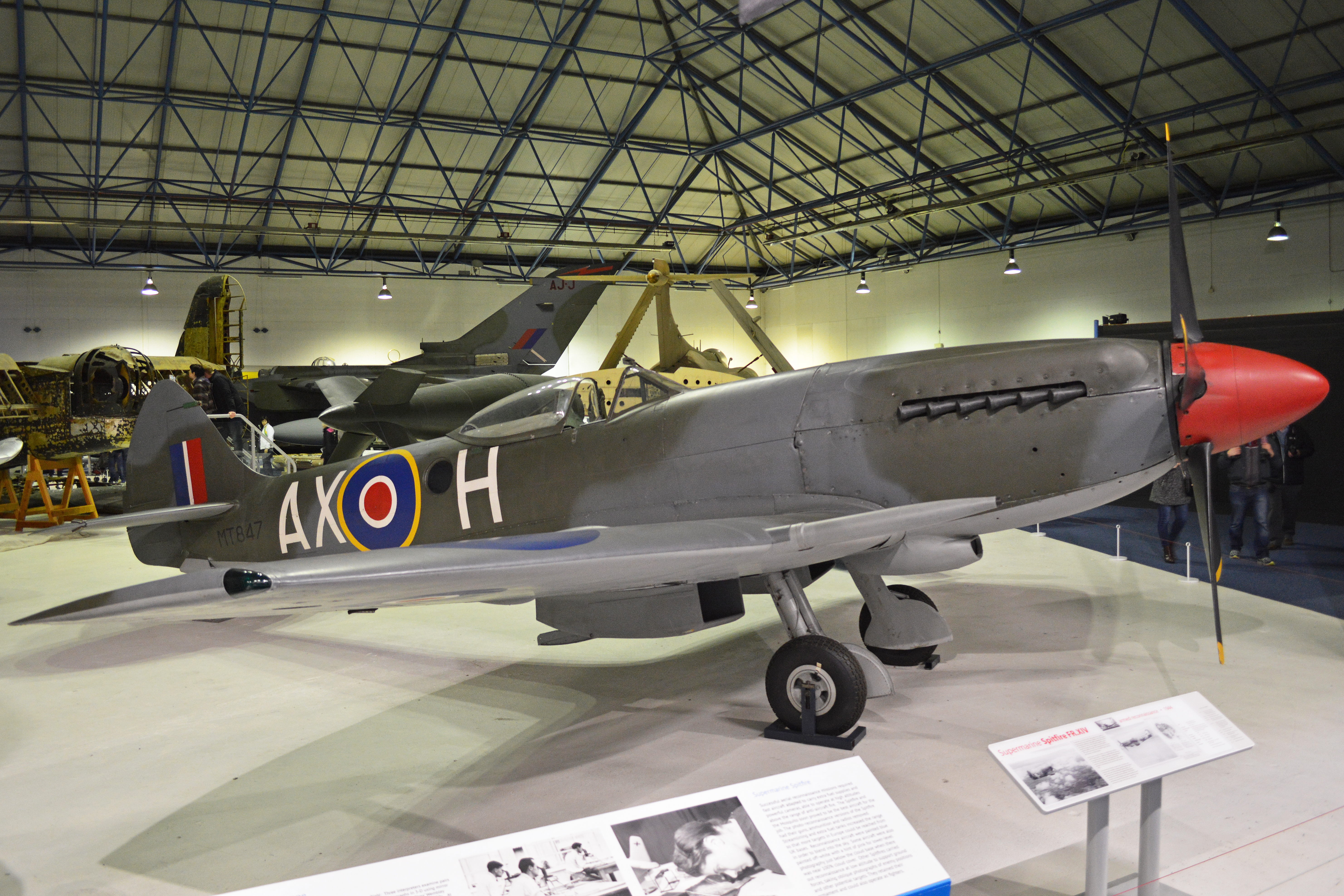
Supermarine Spitfire
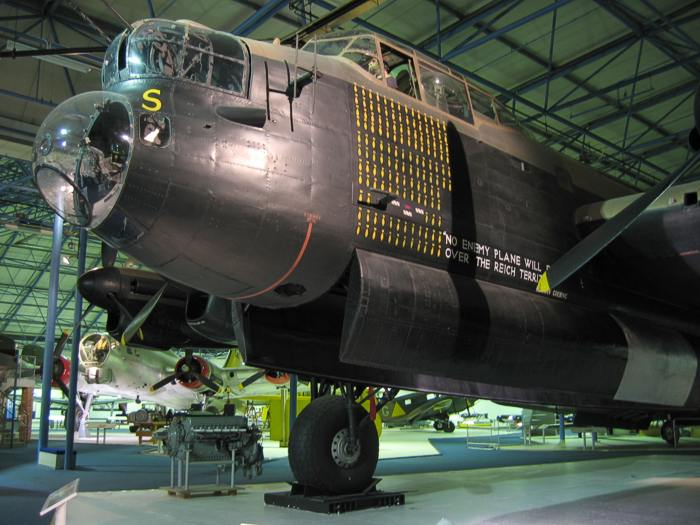
Avro Lancaster
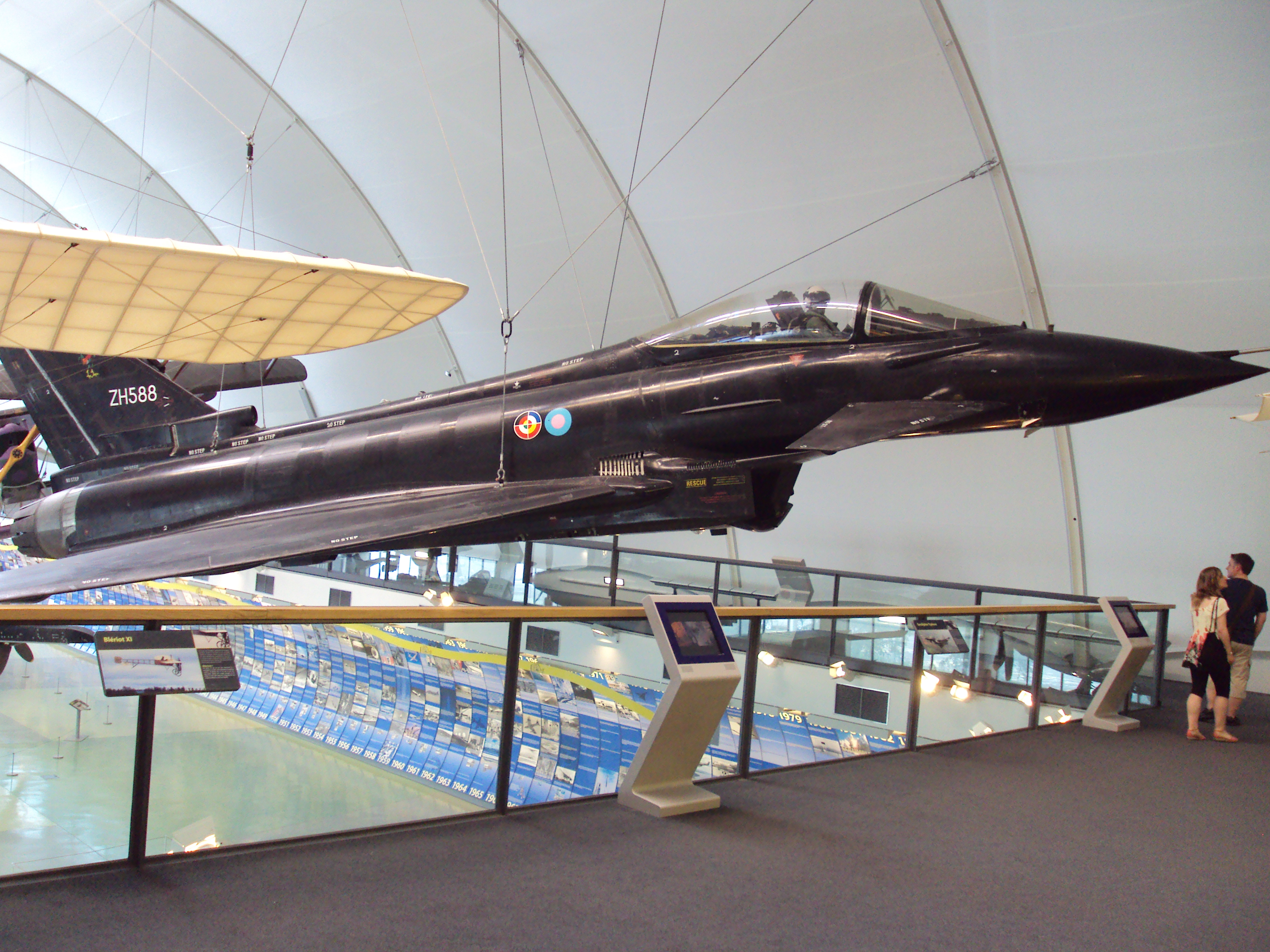
Eurofighter Typhoon
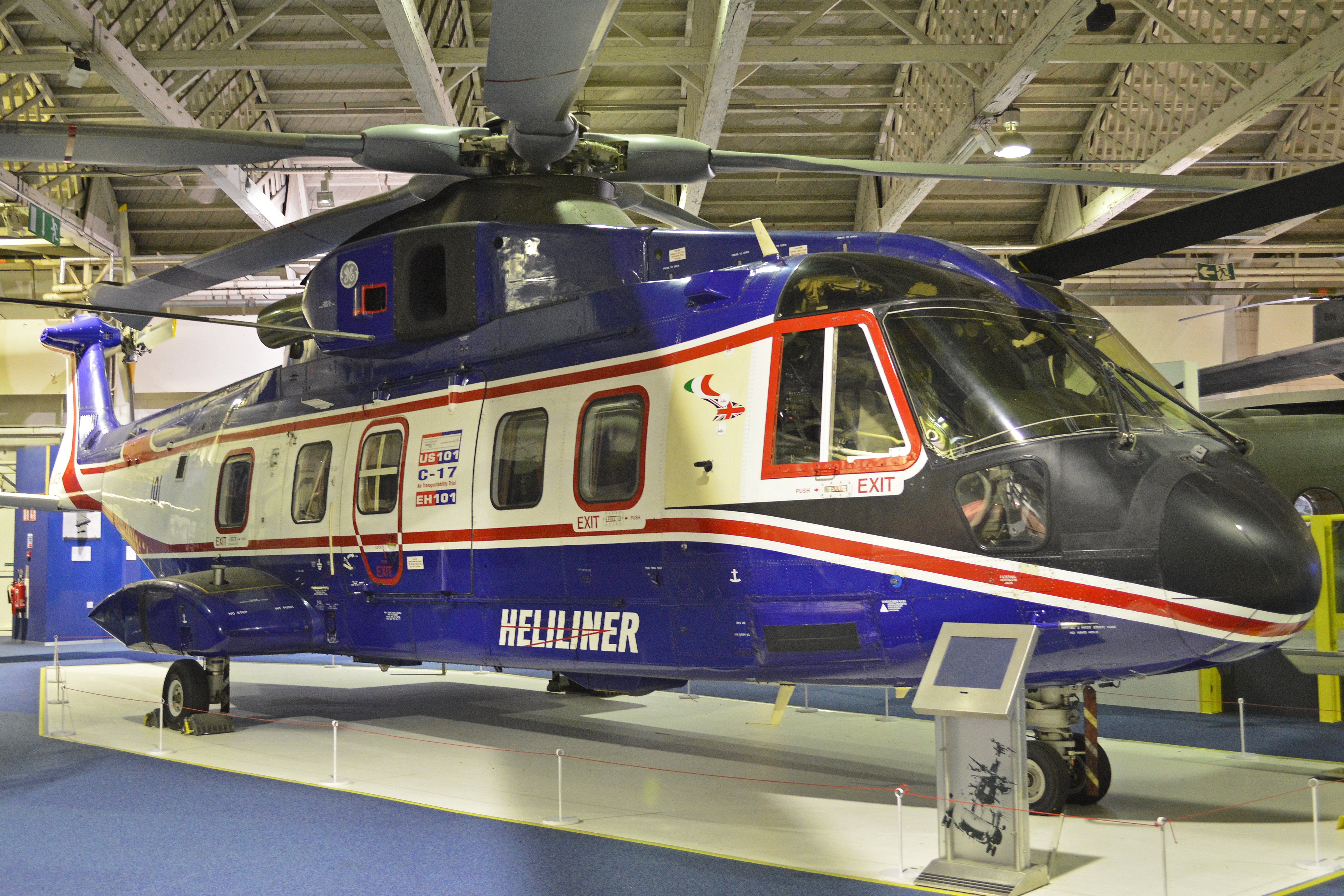
AgustaWestland AW101